# Напев
Напе́в (м.) Напе́вка (ж.) — мелодия, предназначенная для вокального исполнения (пения). 
В другом источнике указано что Напев, ряд музыкальных звуков в постепенной связи, образующих нечто целое; мелодия, голос песни, стар. устав, уставка. Не русский[уточнить] напев, перешедший в православное церковное пение — Закрадной напев. Старинный церковный напев, взятый с греческого, гнусливый и в один голос — Деме́ство (ср.), Деме́ственный напев.
Термин «напев» используется главным образом по отношению к народным песням (цыганские напевы, былинные напевы). Напев говорком — речитатив. Иногда некоторые напевом называют и инструментальные мелодии.